# Kabinett Rumor IV
Das italienische Kabinett Rumor IV wurde am 6. Juli 1973 durch Ministerpräsident Mariano Rumor gebildet und befand sich bis zum 13. März 1974 im Amt. Es löste das zweite Kabinett Andreotti ab und wurde durch das fünfte Kabinett Rumor abgelöst.

## Kabinett

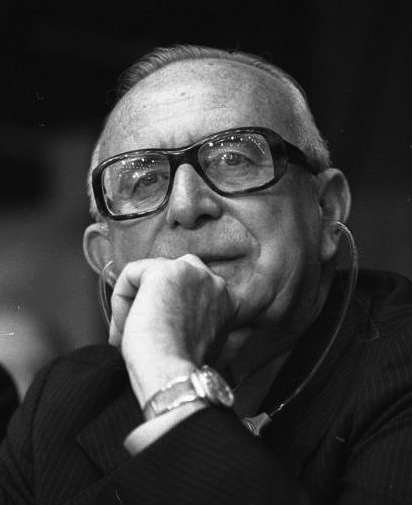
Mariano Rumor als Gast auf dem CDU-Bundesparteitag 1978

Dem Kabinett gehörten folgende Minister an:
| Amt | Name                  | Parlamentsmandat        | Anmerkungen                                                                  |
| --- | --------------------- | ----------------------- | ---------------------------------------------------------------------------- |
| Ministerpräsident | Mariano Rumor         | Camera dei deputati     |                                                                              |
| Minister ohne Geschäftsbereich für Angelegenheiten der Regionen                                                      | Mario Toros           | Senato della Repubblica |                                                                              |
| Minister ohne Geschäftsbereich für Sondermaßnahmen in Süditalien                                                     | Carlo Donat-Cattin    | Camera dei deputati     |                                                                              |
| Minister ohne Geschäftsbereich für die Beziehungen zum Parlament                                                     | Giovanni Gioia        | Camera dei deputati     |                                                                              |
| Minister ohne Geschäftsbereich für politische Sonderaufgaben                                                         | Dionigi Coppo         | Senato della Repubblica | mit besonderer Verantwortung für organisatorische Aufgaben des Ministerrates |
| Minister ohne Geschäftsbereich für die Organisation der öffentlichen Verwaltung                                      | Silvio Gava           | Senato della Repubblica |                                                                              |
| Minister ohne Geschäftsbereich für politische Sonderaufgaben                                                         | Giuseppe Lupis        | Camera dei deputati     | mit besonderer Verantwortung für die Präsidentschaft der UN-Delegation       |
| Minister ohne Geschäftsbereich für die Koordinierung der Initiativen für wissenschaftliche Forschung und Technologie | Pietro Bucalossi      | Camera dei deputati     |                                                                              |
| Minister ohne Geschäftsbereich für kulturelles Erbe                                                                  | Camillo Ripamonti     | Senato della Repubblica |                                                                              |
| Minister ohne Geschäftsbereich für die Umwelt                                                                        | Achille Corona        | Senato della Repubblica |                                                                              |
| Außenminister | Aldo Moro             | Camera dei deputati     |                                                                              |
| Innenminister | Emilio Paolo Taviani  | Camera dei deputati     |                                                                              |
| Justizminister | Mario Zagari          | Camera dei deputati     |                                                                              |
| Minister für den Haushalt und Wirtschaftsplanung                                                                     | Antonio Giolitti      | Camera dei deputati     |                                                                              |
| Finanzminister | Emilio Colombo        | Camera dei deputati     |                                                                              |
| Schatzminister | Ugo La Malfa          | Camera dei deputati     |                                                                              |
| Verteidigungsminister                                                                                                | Mario Tanassi         | Camera dei deputati     |                                                                              |
| Minister für öffentlichen Unterricht                                                                                 | Franco Maria Malfatti | Camera dei deputati     |                                                                              |
| Minister für öffentliche Arbeiten                                                                                    | Salvatore Lauricella  | Camera dei deputati     |                                                                              |
| Minister für Landwirtschaft und Forsten                                                                              | Mario Ferrari Aggradi | Camera dei deputati     |                                                                              |
| Minister für Verkehr und Zivilluftfahrt                                                                              | Luigi Preti           | Camera dei deputati     |                                                                              |
| Minister für Post und Telekommunikation                                                                              | Giuseppe Togni        | Senato della Repubblica |                                                                              |
| Minister für Industrie, Handel und Handwerk                                                                          | Ciriaco De Mita       | Camera dei deputati     |                                                                              |
| Minister für Arbeit und Sozialversicherung                                                                           | Luigi Bertoldi        | Camera dei deputati     |                                                                              |
| Außenhandelsminister                                                                                                 | Matteo Matteotti      | Camera dei deputati     |                                                                              |
| Minister für die Handelsmarine                                                                                       | Giovanni Pieraccini   | Senato della Repubblica |                                                                              |
| Minister für staatliche Beteiligungen                                                                                | Antonio Gullotti      | Camera dei deputati     |                                                                              |
| Gesundheitsminister                                                                                                  | Luigi Gui             | Camera dei deputati     |                                                                              |
| Minister für Tourismus und Veranstaltungen                                                                           | Nicola Signorello     | Senato della Repubblica |                                                                              |